# Donchery

Donchery este o comună în departamentul Ardennes din nordul Franței. În 1 ianuarie 2022 avea o populație de 1.989 de locuitori.